# Xã Westport, Quận Pope, Minnesota
Xã Westport (tiếng Anh: Westport Township) là một xã thuộc quận Pope, tiểu bang Minnesota, Hoa Kỳ. Năm 2010, dân số của xã này là 278 người.